# Скальський Роман Степанович
Роман Степанович Скальський (29 листопада 1996 — 5 січня 2023) — молодший сержант Збройних Сил України, учасник російсько-української війни, який загинув під час російського вторгнення в Україну.

## Життєпис
Роман Скальський народився 29 листопада 1996 року у м. Львові.
В 2003 році розпочав навчання у СЗШ № 63, згодом перейшов до СЗШ № 82, яку закінчив у 2012 році. Продовжив навчання у Львівському техніко-економічному коледжі НУ «ЛП» за спеціальністю «Будівництво та експлуатація будівель та споруд». Потім продовжив навчання за спеціальністю в НУ «Львівська політехніка», де у 2019 році здобув ступінь магістра.
Після закінчення навчання працював на різних підприємствах, згодом став приватним підприємцем. Любив українські пісні та джаз.
З початком російського вторгнення в Україну в 2022 році добровольцем став на захист України. Боровся проти держави-терориста у складі 125-ї окремої бригади територіальної оборони ЗСУ на посаді командира стрілецького відділення.
В червні 2022 року одружився, невдовзі після одруження в складі підрозділу виїхав в зону бойових дій. Одного разу в телефонній розмові сказав дружині: «Ми не здали жодного метру нашої землі. Нам було важко, але ніколи не буде соромно».
Вірний військовій присязі, загинув 5 січня 2023 року при виконанні службового обов'язку по захисту Батьківщини в районі н.п. Торське, Донецької області.
У Романа залишились дружина, батьки, дві старші сестри та брат.
Поховали захисника на Полі почесних поховань Личаківського кладовища у Львові.

## Нагороди
В лютому 2024 року відповідно до указу Президента України № 135/2023 Роману Скальському за особисту мужність і самовідданість, виявлені у захисті державного суверенітету та територіальної цілісності України, вірність військовій присязі було посмертно відзначено державною нагородою: орденом «За мужність» III ступеня.
В травні 2024 відповідно до указу Міністра оборони України № 786 від 21 травня 2024 року відзначено медаллю «Захиснику України».